# Ignacio Gorostiza
Ignacio Gorostiza Aguirre o Iñaki Gorostiza (Valle de Achondo, Vizcaya, 1953) es un pelotari español ya retirado conocido en los frontones como Gorostiza.
Iñaki Gorostiza fue jugador profesional de pelota vasca a mano, jugaba en la posición de zaguero. Dentro de su palmarés destaca la txapela de campeón en el manomanista de 1977, así como en mano parejas en el año 1979.

## Biografía
Iñaki Gorostiza nació en Axpe Marzana, municipio de Achondo en Vizcaya, País Vasco (España) el 13 de septiembre de 1953. En 1971, con 18 años, debuta  en el campo profesional en un partido jugado en Zarauz (Guipúzcoa). Adquiere  relevancia al ganar a Ariño IV en Adarraga por 22-12. En 1973 jugó su primera final que perdió por un punto, 22-21. El año siguiente volvió a jugar la final, esta vez contra Juan Ignacio Retegui figura relevante del momento, endoselarse en el marcador hasta 21-22 y logrando Retegui el empate y un tanto final muy justo.
En 1977 se declara campeón manomanista  tras derrotar a Roberto García Ariño por 22-12 en el frontón de Anoeta de San Sebastián formando pareja con

## Finales manomanistas
| Año  | Campeón   | Subcampeón      | Tanteo | Frontón  |
| ---- | --------- | --------------- | ------ | -------- |
| 1974 | Retegi I  | Gorostiza       | 22-21  | Anoeta   |
| 1977 | Gorostiza | García Ariño IV | 22-12  | Adarraga |

## Final de mano parejas
| Año     | Campeones                  | Subcampeones                | Tanteo | Frontón |
| ------- | -------------------------- | --------------------------- | ------ | ------- |
| 1979    | Bengoetxea III - Gorostiza | Pierola II - Maiz II        | 22-15  | Anoeta  |
| 1982-83 | Bengoetxea IV - Maiz II    | García Ariño IV - Gorostiza | 22-11  | Anoeta  |

## Final del manomanista de 2ª Categoría
| Año  | Campeón   | Subcampeón | Tanteo | Frontón   |
| ---- | --------- | ---------- | ------ | --------- |
| 1973 | Gorostiza | Guereñu    | 22-03  | Vitoriano |